# Michael Pezzetta
Michael Pezzetta (Toronto, Ontario, 13 de marzo de 1998), apodado Pezz, es un jugador profesional canadiense de hockey sobre hielo que se desempeña en la posición de extremo izquierdo en Montreal Canadiens, equipo de la National Hockey League (NHL).

## Carrera
Fue seleccionado en la sexta ronda en la NHL Entry Draft de 2016. En 2021 hizo su debut profesional con el equipo Montreal Canadiens, donde lleva jugando tres temporadas.